# Abrunheiros
Abrunheiros era, em 1747, uma aldeia portuguesa da freguesia de São Miguel de Vila Cova. No secular estava subordinada à Comarca de Braga, e no eclesiástico ao Arcebispado da mesma cidade, pertencendo à Província de Entre Douro e Minho.